# Comuna Konstantynów
Konstantynów este o comună (în poloneză: gmina) rurală în powiat Biała Podlaska, voievodatul Lublin, Polonia.
Comuna acoperă o suprafață de 87,06 km² și are, potrivit datelor din anul 2006, o populație de 465.